# Cultura misisipiana

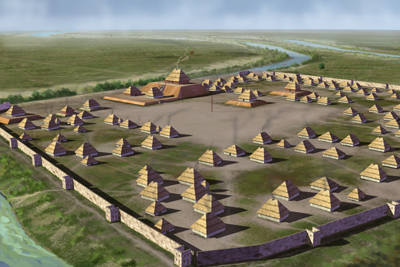
Una ilustración de la apariencia del sitio Parkin, provincia de Casqui, visitada por Hernando de Soto en 1541.

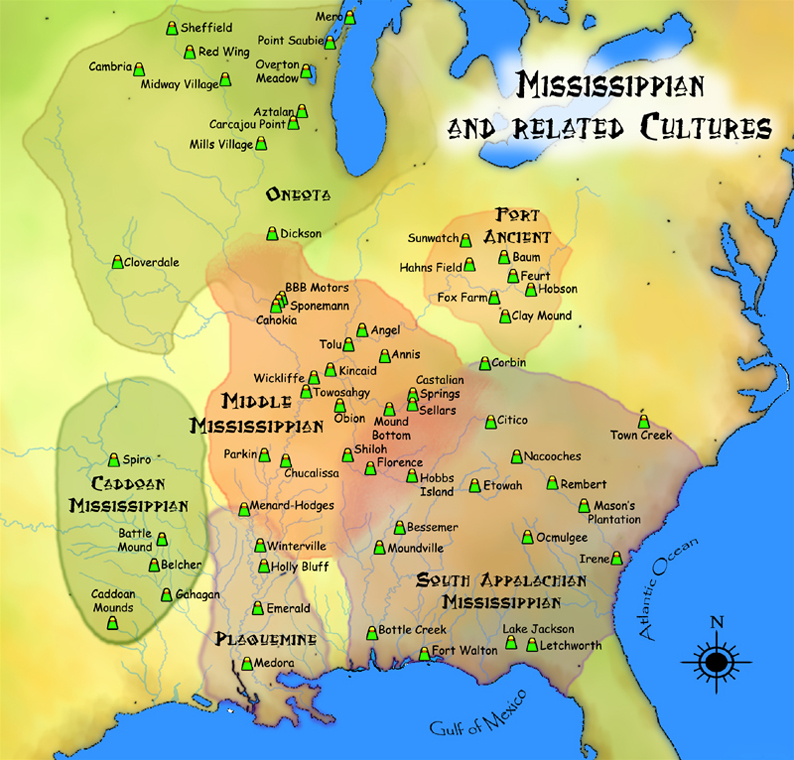
Extensión aproximada de varias subculturas mississipianas y otras culturas relacionadas.

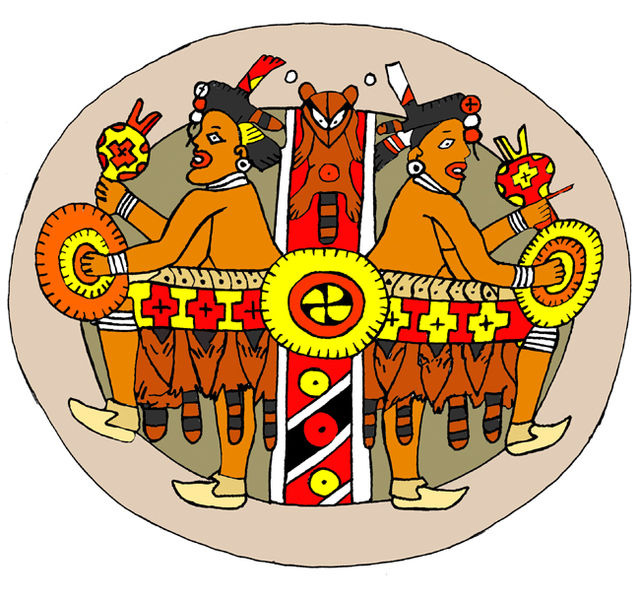
Representación de los Héroes gemelos en Spiro Mounds.

La cultura misisipiana fue una cultura calcolítica de Norteamérica que floreció en el medio-oeste, el este y el sudeste del actual Estados Unidos aproximadamente entre los años 800 y 1550 de nuestra era.
El estilo de vida misisipiano nació en el valle del río Misisipi (del cual toma su nombre). Las culturas del valle del río Ténesi pudieron asimismo empezar a desarrollar características misisipianas en esta época. Casi todos los emplazamientos misisipianos son anteriores a 1539 (cuando Hernando de Soto exploró el área), y se han descubierto muy pocos artefactos de esta cultura, lo que indica que la misma desapareció casi completamente antes de tomar contacto con los europeos.

## Rasgos culturales
Existe un conjunto  de montículos de tierra en forma de pirámide truncada o de plataforma, de forma generalmente cuadrada o rectangular, circular en algunas ocasiones. En su cima solían ser levantadas otras estructuras (casas, templos, osarios, etc.).
1. Agricultura basada en la producción de maíz. El desarrollo de la cultura misisipiana coincidió con la adopción de la agricultura intensiva y a gran escala del maíz.
2. La utilización de conchas de ríos o marinas en la confección de cerámica.
3. La ampliación de las redes comerciales hacia el oeste hasta las Montañas Rocosas, al norte de los Grandes Lagos, hasta el golfo de México al sur y al océano Atlántico al este.
4. El desarrollo de sistemas complejos de jefatura.
5. Institucionalización de la división cultural.
6. Centralización del control combinado del poder político y religioso en las manos de pocos.
7. Comienza a establecerse una jerarquía en los asentamientos, donde un centro poblado tiene clara preponderancia o control sobre comunidades menores, que pueden o no poseer un número menor de montículos.
8. La adopción del Complejo Ceremonial del Sudeste, también llamado Culto del Sur, un conjunto compartido de artefactos, iconografía, ceremonias y mitología, el sistema de creencias de la cultura misisipianos. Artefactos de este complejo ceremonial fueron encontrados desde Wisconsin (véase Parque Estatal Aztalan) hasta la Costa del Golfo, y desde Florida a Arkansas y Oklahoma.

Tecnológicamente, no tenían sistema alguno de escritura, ni arquitectura en piedra, ni metalurgia, aunque trabajaban depósitos naturales.

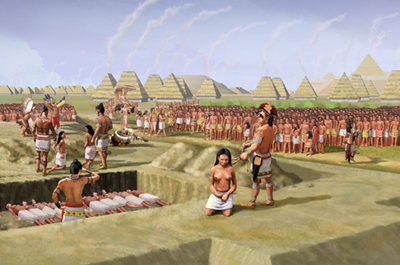
Ilustración del sacrificio ritual por estrangulamiento de 53 mujeres jóvenes (de entre 15 y 25 años) en el enterramiento en el Túmulo 72 de un personaje importante, conocido actualmente como el "Hombre Pájaro" (Bird Man) por la disposición de cuentas en forma de halcón alrededor de su cuerpo. El Túmulo 72 es un montículo situado en lo alto de la cresta del yacimiento de los Túmulos de Cahokia, un gran centro de montículos de la cultura misisipiana situado en el actual condado de Madison, Illinois.

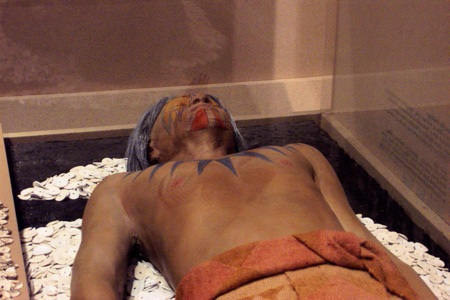
Hombre pájaro hallado en el túmulo 72 de Cahokia, un túmulo funerario situado en la cima de una cresta, al sur del túmulo de Monk. Los arqueólogos hallaron los restos de un hombre de unos 40 años que probablemente fue un importante gobernante cahokiano. Esta persona fue enterrada sobre un lecho de más de 20.000 cuentas de disco de concha marina dispuestas en forma de halcón.

## Cronología

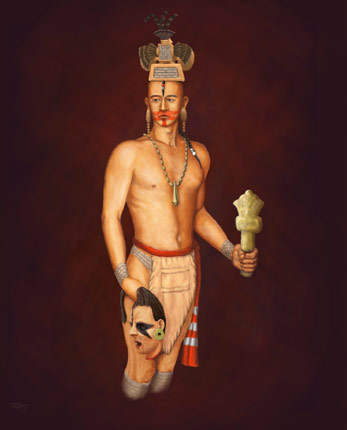
Un sacerdote misisipiano, con una maza ceremonial de pedernal. Artista Herb Roe, sobre la base de una placa de cobre.

La etapa misisipiana se divide generalmente en tres o más períodos. Cada uno de estos períodos históricos es una distinción arbitraria que varía de región a región. Para cada sitio arqueológico concreto, parece que los diferentes períodos de desarrollo comienzan a veces más temprano o más tarde que otros sitios arqueológicos, dependiendo de la velocidad de adopción o desarrollo de determinados rasgos misisipianos.

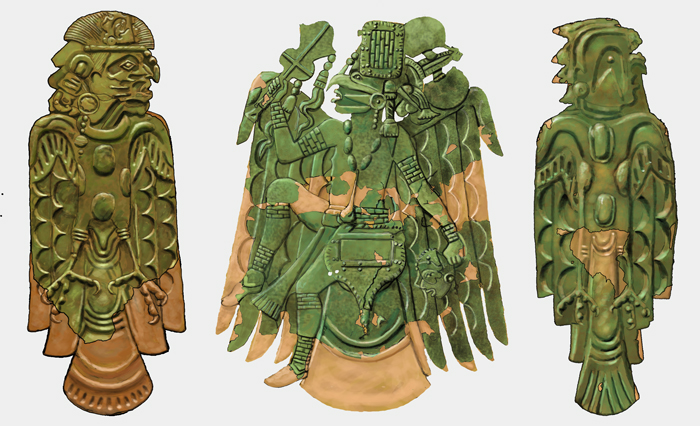
Tres ejemplos de placas de cobre repujadas de temática aviar de la cultura misisipiana. La figura de la derecha es una de las placas de Spiro Mounds en (Oklahoma). La figura de la izquierda es la placa A, del tesoro de Wulfing de Malden (Misuri). La placa del medio es la placa 1 de Rogan, de los montículos de Etowah (Georgia). Ejemplos de este tipo de obras de arte se han encontrado como artefactos en muchos estados de todo el Medio Oeste y el Sureste.

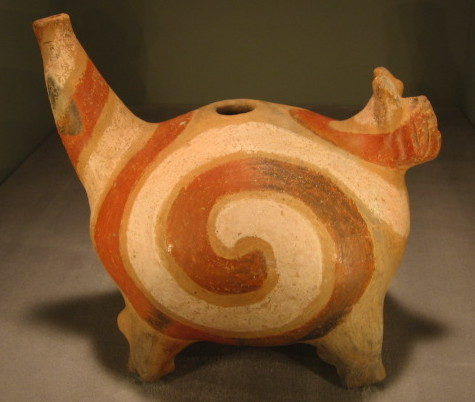
Cerámica de la Underwater Panther, de la cultura misisipiana, 1400 - 1600, hallada en Rose Mound, Cross County, Arkansas, EE UU. En el Smithsonian Museum of the American Indian, Nueva York.

El inicio de las culturas misisipianas coincide con el final de la transición del periodo silvícola (500-1000 d. C.). A partir de la cultura missipiana se observa en el registro arqueológico una preponderancia en ciertas regiones al aumento complejidad socioeconómica, el sedentarismo, la centralización y la agricultura intensiva. Se considera que el período misisipiano aparece en la mayor parte de lugares de dicha cultura entre ca. 1000-1200 d. C.
El período misisipiano medio se considera a menudo el punto culminante de la era misisipiana. La expansión del gran complejo ceremonial en Cahokia, la formación de otro gran complejo por parte de algunas jefaturas, la propagación del Complejo Ceremonial Sudeste, el desarrollo del arte y el simbolismo son característicos de este período de cambios. Los rasgos misisipianos mencionados anteriormente llegaron a generalizarse toda la región mississipiana. En la mayoría de los sitios arqueológicos, este período abarca el período c. 1200-1400 d. C.
El período misisipiano tardío suele considerarse a partir c. 1400 hasta el contacto con los europeos y se caracteriza por el incremento del número de conflictos bélicos, la agitación política y los movimientos de población. La población de Cahokia se dispersa a principios de este período (1350-1400), tal vez a causa de emigración hacia otros centros políticos. Durante este periodo se construyen más estructuras defensivas que en períodos anteriores y, a veces, se observa también una disminución de la construcción de montículos y de centros ceremoniales. Aunque algunas zonas siguieron manteniendo una cultura esencialmente misisipiana hasta el primer contacto significativo con los europeos, la mayoría de las áreas habían experimentado dispersión de la población y graves tensiones sociales hacia el año 1500. Estas tensiones, que en ocasiones coinciden con el colapso cultural completo de un determinado sitio, coinciden con el cambio climático global denominado pequeña Edad de Hielo, que por ejemplo afectará a la cultura de los Anasazi, contemporánea de la cultura mississipiana.

## Contacto con los europeos

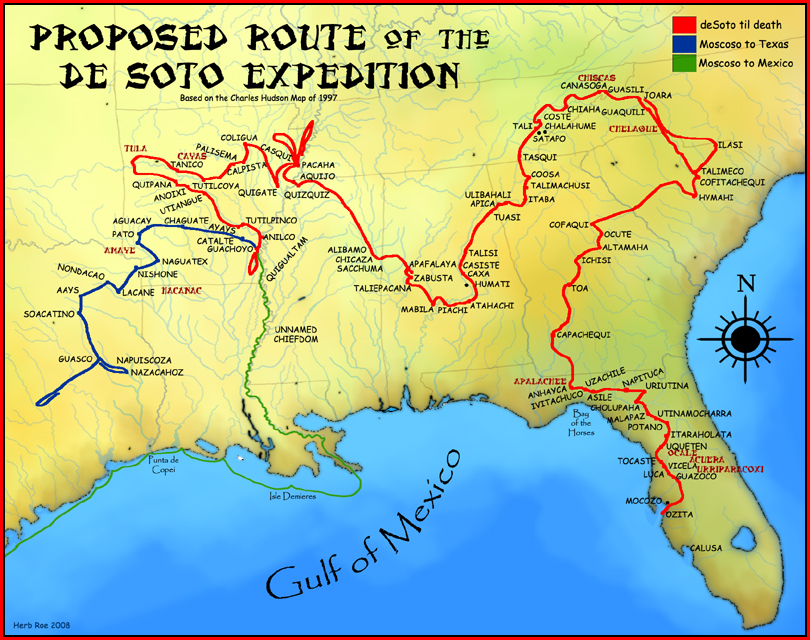
Un mapa que muestra la ruta de Hernando de Soto a través del sureste.

Diversos estudiosos han investigado los relatos de la expedición de Hernando de Soto entre 1539-1543 para desvelar datos sobre los misisipianos. Hernando de Soto, de acuerdo con las crónicas, visitó diversos asentamientos o ciudades y en algunos casos pasó en ellos un mes o más, por lo que tuvo ocasión de conocer algunos detalles de su cultura y modo de vida. Algunos de los encuentros con los indígenas fueron violentos, mientras que otros fueron relativamente pacíficos. En algunos casos, De Soto parece haber sido utilizado como una herramienta o un aliado en las disputas entre los indígenas. Un ejemplo bien documentado es que, por ejemplo, De Soto negoció una tregua entre los pacaha y los casqui.
Los encuentros posteriores de De Soto redujeron aproximadamente a la mitad el número de sus tropas, frente a tal vez cientos de indígenas muertos en sus lucha contra las tropas de De Soto. Las crónicas de De Soto son de los primeros documentos escritos sobre el pueblo misisipiano, y son una fuente invaluable de información sobre sus prácticas culturales. Las crónicas de la expedición de Narváez fueron escritas antes de la expedición de De Soto.
Tras la destrucción y desbandada de la expedición de De Soto, el pueblo misisipiano continuó su estilo de vida con muy poca influencia europea directa. Sin embargo, indirectamente, introducciones europeas cambiaron drásticamente a las sociedades indígenas americanas en el este de los Estados Unidos. Debido a que los nativos no tenían inmunidad a las nuevas enfermedades infecciosas, como el sarampión y la viruela, epidemias que causarían algún tiempo después tantas muertes que sacudieron el orden social de muchos grupos indígenas. Algunos grupos adoptaron los caballos europeos y se convirtieron en nómadas. Las estructuras políticas colapsaron en muchos lugares.
En Joara, un asentamiento grande, cerca de Morganton, Carolina del Norte, los nativos americanos de la cultura mississippiana interactuaron con los colonizadores españoles de la expedición de Juan Pardo, que construyeron allí una base en 1567 llamada Fuerte San Juan de Xuala (Fort San Juan). Existe documentación de la expedición y pruebas arqueológicas del fuerte y de la cultura nativa americana. Los soldados estuvieron en el fuerte unos 18 meses (1567-1568) antes de que los nativos los mataran y destruyeran el fuerte. (También mataron a los soldados estacionados en otros cinco fuertes; sólo sobrevivió un hombre de 120). En el lugar se han recuperado artefactos españoles del siglo XVI, que marcan la primera colonización europea en el interior de lo que se convirtió en Estados Unidos.
Para cuando se comenzó a documentar más, el estilo de vida misisipiano había cambiado en forma apreciable e irremediable. Algunos grupos habían mantenido conexión con su pasado de construcción de montículos a través de la tradición oral, como los cherokees de finales del siglo XIX, mientras que otros grupos indígenas americanos emigraron cientos de kilómetros y, habiendo perdido a muchos de ancestros por las enfermedades infecciosas, no conservaban un recuerdo nítido de que sus ancestros habían construido los montículos esparcidos por todo el paisaje. Esto contribuyó al mito de los constructores de montículos como un grupo diferente de los indígenas, el cual fue rigurosamente desacreditado por Cyrus Thomas en 1894.

## Cacicazgos misisipianos conocidos

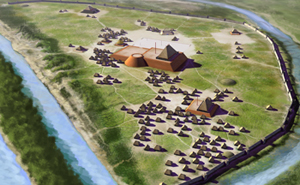
Evocación artística de Angel Mounds

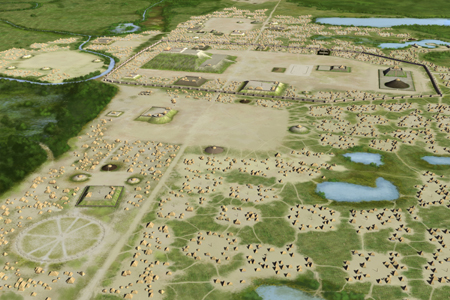
Evocación artística de Cahokia

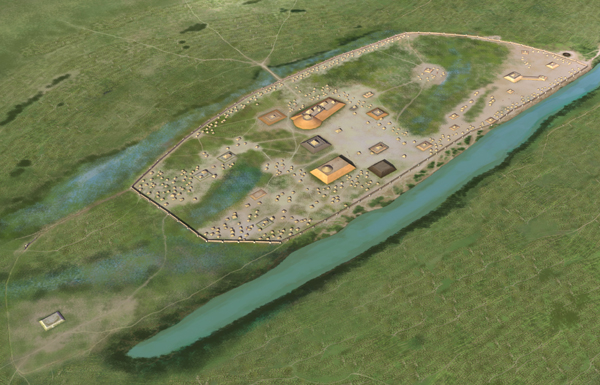
Evocación artística de los Kincaid Mounds.

Aunque la cultura misisipiana experimentó graves perturbaciones y conflictos ya antes de que los europeos comenzaran a documentar su organización política, los exploradores escribieron sobre varias unidades políticas misisipianas, y otras han sido descubiertas luego de investigaciones arqueológicas. Algunos de estos sitios fueron:
- Angel Mounds: Un cacicazgo en el sur de Indiana, cerca de Evansville, Indiana. Algunos arqueólogos creen que la cultura Caborn-Welborn de la tardía Misisipiana desarrollado a partir de la gente del Angel Phase alrededor de 1400 d. C. y duró hasta alrededor de 1700 d. C..[4]
- Cahokia: Cerca de East St. Louis, Illinois, Cahokia fue posiblemente la primera y sin duda el más grande e influyente de los centros de la cultura misisipiana.
- Emerald Mound: Un sitio arqueológico del período Plaquemine, situado en la Natchez Trace Parkway (cerca de la actual Stanton, Misisipi). El sitio data del período entre 1200 y 1730 d. C..  El montículo de la plataforma es el segundo mayor movimiento de tierras precolombino en el país, después de Monk’s Mound en Cahokia.
- Etowah: Uno de los principales cacicazgos del Misisipi, que se encuentra en Georgia, considerado por algunos como un antagonista de larga data de la comunidad política Moundville.
- Great Village of the Natchez: El pueblo principal de la Natchez, con tres montículos. El único sitio montículo en ser utilizado y mantenido en tiempos históricos.
- Kinkaid Mounds: Un importante centro montículo de Misisipi en el sur de Illinois a través de la Ohio River a partir de hoy en día Paducah, Kentucky.
- Moundville: Clasificado con Cahokia como uno de los dos sitios más importantes en el centro de la cultura misisipiana,[5] situado cerca de Tuscaloosa, Alabama.
- Ocmulgee: Originalmente un cacicazgo misisipiano, el sitio fue utilizado más adelante por los indios creek en tiempos históricos.
- The Parkin Site: El tipo sitio para la "fase Parkin", una expresión de la cultura misisipiano tardío, considerado por muchos arqueólogos como la provincia de Casqui visitada por Hernando de Soto en 1542.[6]
- Spiro Mounds: Uno de los centros arqueológicos mejor estudiados de la cultura misisipiana Caddoan, situada en el este de Oklahoma.

## Pueblos modernos relacionados
El pueblo misisipiano fue casi con certeza de donde descendieron la mayoría de las naciones indígenas americanas que viven actualmente en la misma región histórica. La mayor parte de los pueblos de la región hablan lenguas de las familias muskogui y siux, aunque también caddo e iroquesas. Los pueblos históricos y modernos que se cree han descendido de la cultura misisipiana extendida son los Alabama, Apalachee, Caddo, Cherokee, Chickasaw, Choctaw, Creek, Guale, Hitchiti, Houma, Kansa, Missouri, Mobilian, Natchez, Nación Osage, Quapaw, Seminole, Tunica-Biloxi, Yamasee y Yuchi.